# De Mayfair Heks
De Mayfair Heks is een boek van Anne Rice, dat de boekenseries De Mayfair Heksen en De vampierkronieken met elkaar verbindt. De eerste serie gaat over de geest Lasher, die via dertien generaties Mayfair-heksen probeert om een lichaam te verkrijgen en die uiteindelijk doorkomt als een Taltos, ofwel een soort superras. En de tweede serie handelt over het leven van de vampier Lestat en enkele andere vampiers. Een verbindende factor in beide series is, evenals in dit boek, het geheime genootschap Talamasca.

## Samenvatting van het boek
David Talbot heeft aan Merrick Mayfair gevraagd om voor zijn vriend Louis de Point de Lac de geest van het reeds vroeg gestorven meisje Claudia op te roepen. Sinds Louis heeft gehoord dat haar geest is verschenen aan Jesse Reeves van de Talamasca, is Claudia’s rusteloze geest een obsessie voor hem geworden. David Talbot is de voormalig Generaal-Overste van de Talamasca die de Orde heeft verlaten, en een ander fysiek lichaam heeft overgenomen, waarna dit lichaam is getransformeerd door Lestats krachtige vampierbloed. Hij woont nu samen met Louis en de al jaren ‘slapende’ Lestat in het huis op de Rue Royale in New Orleans. De vampier Louis weet wie Merrick is en wat zij voor David heeft betekend tijdens zijn sterfelijke leven.
Merrick Mayfair is reeds op vroege leeftijd naar de Talamasca gekomen waar David en Aaron Lightner zich over het jonge meisje ontfermt hebben. Het ‘Heksenmeisje’ kan geesten oproepen, maar heeft tijdens een bezoek van de dolende geest van haar zuster Honey in de Zon, geleerd hoe gevaarlijk deze ‘magie’ is. Dankzij David en de geest van de krachtige heks Great Nananna heeft ze het voorval overleefd. Op haar 24ste is ze samen met David op zoek gegaan naar de schatten van de Olmec. Met hulp van de geest van Honey in de Zon is ze te weten gekomen waar ze deze moeten zoeken; in een grot nabij Santa Cruz del Flores. Daar laat David zich verleiden, en hebben de twee elkaar lief. In de grot voelt David vervolgens hoe talloze geesten hen trachten tegen te houden. Uiteindelijk ‘steelt’ Merrick een wonderschoon Masker, waarna ze de grot uitvluchten. Merrick vertelt dat sommige mensen door dit Masker geesten kunnen zien. Als David het Masker opzet wordt hij er zozeer door overweldigd dat hij bijna het leven laat. Als hij weer ontwaakt, vertelt Merrick hem dat ze het Masker heeft opgeborgen.
Inmiddels is David wederom geheel in de ban van Merrick. Als hij en Louis bij Merricks huis arriveren, vraagt de laatste aan Merrick wat ze wil hebben in ruil voor wat ze voor hem gaat doen. David schrikt hier erg van, maar Merrick weigert hem een ‘direct’ antwoord te geven, waarna de ‘oproepingsceremonie’ begint. Met het Masker op haar hoofd, en de Schedel van Honey in de Zon in haar hand, roept Merrick Papa Legba (Petrus) aan om de poorten te openen: ‘Ik ben Merrick. Ik mag niet genegeerd worden.’ De geest van Honey in de Zon verschijnt en Merrick vraagt haar om Claudia’s geest naar hen te brengen. Als deze vervolgens verschijnt vraagt Louis aan haar of ze rust heeft gevonden. Maar Claudia lacht hem uit en gebiedt haar ‘geliefde’ om te sterven, waarna ze een jaden priem in zijn borst drijft. Louis stort ineen en Merrick zendt Claudia terug naar de duisternis.
Merrick en David begrijpen dat zij een vijandige en verwarde geest hebben gezien, die slechts de allerergste angsten en gedachten van Louis heeft verwoord, en waarschijnlijk niet de echte Claudia is. Ze vrezen echter dat het voorval Louis definitief zal breken. David voelt zich verslagen en trekt zich terug, maar als hij ontwaakt ziet hij de ‘jonge vampier’ Merrick voor zich; haar hele uiterlijk is veranderd onder invloed van de Duistere Gave, die Louis haar geschonken heeft. Dan beseffen ze beiden dat er iets verschrikkelijk mis is, en vinden het zwartgeblakerde ‘dode’ lichaam van Louis in de tuin; hij heeft in het daglicht in een open kist gelegen. Ten slotte verschijnt Lestat bij de kist en David en Merrick smeken hem om Louis tot leven te wekken met zijn krachtige vampierbloed. Lestat voedt zijn creatie, waarna Louis langzaam herstelt en de keuzes die voor hem gemaakt zijn accepteert. Ondertussen krijgen de vier vampiers twee dreigende brieven van de Talamasca, die ze naast zich neerleggen. Boos vertrekken ze uit New Orleans en David laat een brief achter voor de Ouderen, waarin hij zijn woede heeft verwoord.